# Gerardus Samuel van Krieken

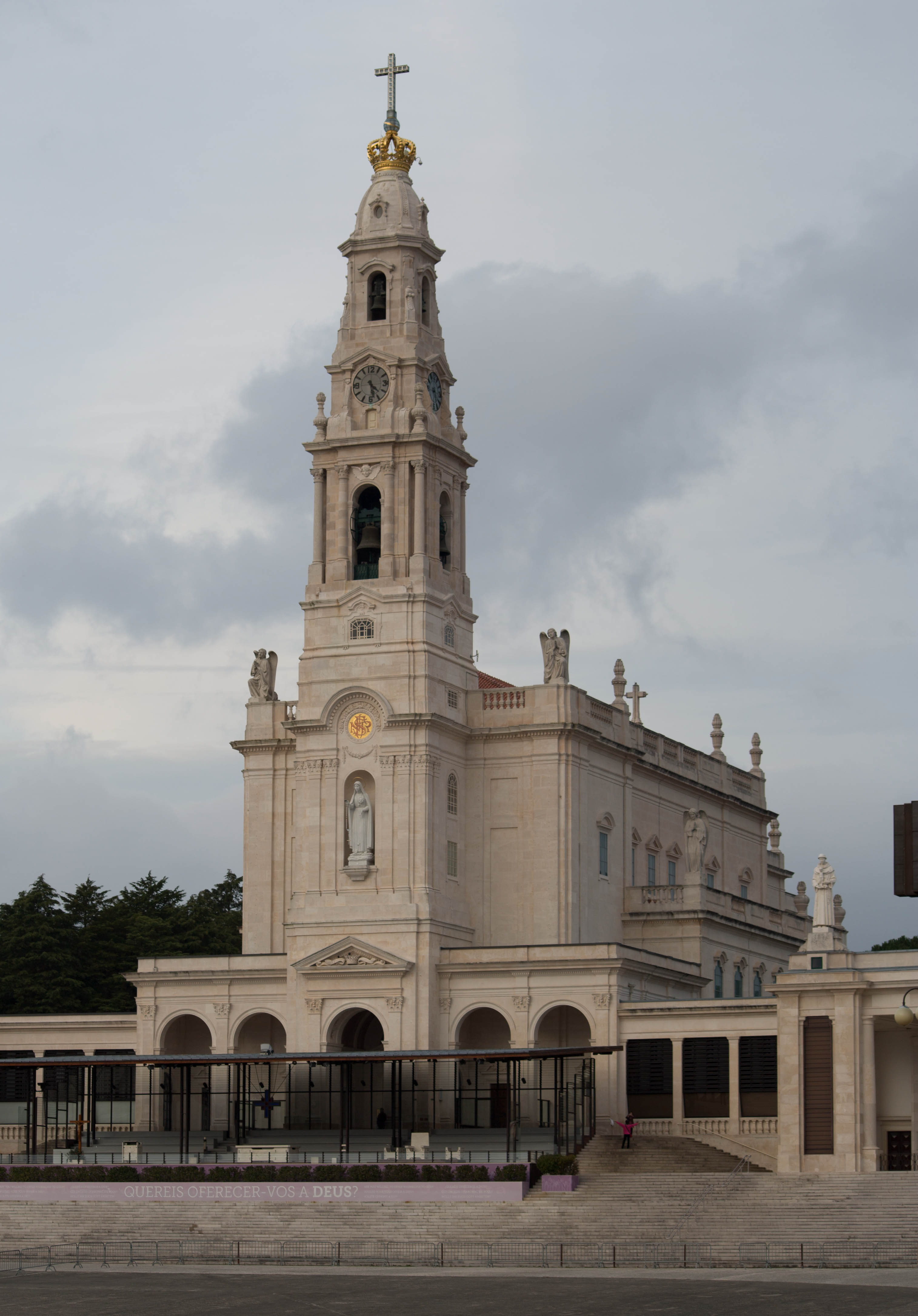
Basílica de Nossa Senhora do Rosário.

Gerardus Samuel van Krieken ou Gerard van Krieken (Roterdão, 29 de agosto de 1864 — Porto, 28 de setembro de 1933) foi um arquiteto, professor e decorador holandês radicado em Portugal.
Fez os seus estudos em Genebra – onde frequentou o Liceu de Genebra e a Escola das Artes Industriais, a Escola de Belas Artes, a Escola Municipal de Arte Aplicada à Indústria –, que terminou em 1887. Em 1888 apresentou-se ao concurso para professores das escolas industriais portuguesas, mandado abrir perante a legação portuguesa em Berna, entrando para o serviço do Ministério em 15 de agosto de 1889. Foi nomeado para Chaves em 1889 e transferido para Leiria dois anos mais tarde; seria novamente transferido para o Porto em 1892, para a Escola Industrial Infante D. Henrique. 
Entre as suas obras de arquitetura podem destacar-se as seguintes: a remodelação do Palacete dos Viscondes de São João da Pesqueira, na rua D. Manuel II, no Porto; a ampliação do edifício da Faculdade de Medicina do Porto, de 1925 (não concretizado); e a Basílica de Nossa Senhora do Rosário de Fátima, em que trabalhou até à data da sua morte. Foi ainda autor de grande parte da decoração e do mobiliário da Livraria Lello, no Porto, assim como do icónico logotipo que se encontra em vitral no teto da referida livraria, constituído por cinquenta e cinco pequenos painéis, assentes numa estrutura de ferro. Deixou outras obras, quer no Porto, quer na região de Leiria / Alcobaça.